# リール (フランス)
リール（フランス語: Lille, フラマン語・オランダ語: Rijsel, ドイツ語: Ryssel）は、フランス北部の都市で、ベルギーと国境を接するオー＝ド＝フランス地域圏の首府、ノール県の県庁所在地である。

## 概要
リールを含む一帯は、中世にはフランドル伯の領地であったので、フランドル・フランセーズ（Flandre française）と呼ばれることがある。リール市民はリロワ（Lillois）と呼ばれる（女性形はリロワーズ Lilloise）。シャルル・ド・ゴールの生地である。
大学が多く、9万人の学生がいる。

## 地理
リールとその近郊は、フランドル・ロマンと呼ばれ、歴史的にはフランドル伯領であった。ダンケルクと違い、フラマン語圏には入らない。リールではフラマン語が話されていたという言い伝えと異なり、一度もリールがフラマン語を話す街であったことはなく、ロマン語の方言を話す地域であった。

## 歴史

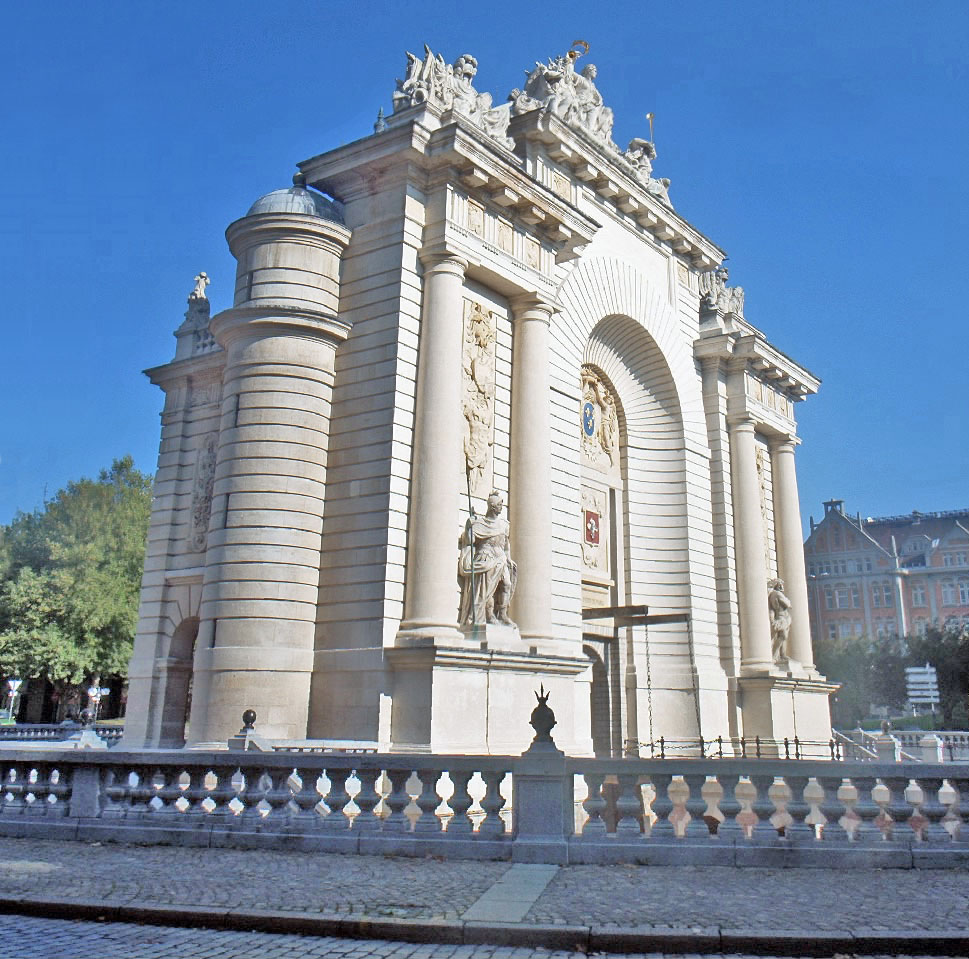
ポルト・ドゥ・パリ
ルイ14世に敬意を表し建設された。

リールは伝承によると、フランスのフランドル地域の中心地として640年に築かれた。しかし、文献の中にリールが現れるようになったのは、1054年のことである。
先史時代、ガロ＝ローマ時代に占領された痕跡が見られる。
中世には、Deûle（デュール）と呼ばれる運河化された河川による土地の恵みと、繁栄していたフランドル伯領内の他の街との交易によって、リールは発展した。そして12世紀に、毛織物の市が立つようになった。
Mons-en-Pévèle（モンサンペベル）の戦いの後、1304年から1369年の間、初めて国王の領地に取り入れられた。リールはブルゴーニュ公フィリップ2世（豪胆公）が統治する三大主要都市の一つになる。1477年にリールはハプスブルク家に渡った。
15世紀にはユグノー戦争に巻き込まれる。1555年、リールで初めての弾圧が起こり、また1560年からのユゥル（Hurlus：反逆するプロテスタントの称）の宗教戦争では、1580年と1582年にリールは占拠されかけた。
1667年、リールはネーデルラント継承戦争でフランス軍に包囲・占領される（リール包囲戦）。1668年のエクス＝ラ＝シャペル条約で併合が公表され、シャルル・ダルタニャンが総督となる。しかし1708年のスペイン継承戦争では、ヴォーバンによって構築された要塞が攻略されてしまい（リール包囲戦）、1713年までリールはヨーロッパ同盟の手中となった。
リール都市の工業化は19世紀に始まる。大陸封鎖令により繊維工業が増進し、1800年には人口が53000人を記録、1891年には200000人を越えた。1896年、リールでギュスタブ・デロリーが、フランスにおいて初めての社会党員市長となった。
1914年10月から1918年まで、リールはドイツに占領される。占領時、「18橋」と呼ばれる武器弾薬庫の激しい爆発が起こる。街は破壊され、その爆音はオランダの中心にまで聞こえたと言われる。この爆発はリール街中に膨大な公害を生み出し、人々を苦しめた。
1929年の世界恐慌では、影響がリールにも及び、1935年には3分の1のリロワが貧窮に苦しんだ。
第二次世界大戦後には、リールが生業としていた繊維業、石炭業、金属業界の恐慌に直面する。
1980年代以降リールは、ウラリール、TGV、英仏海峡トンネルなど大型施設の恩恵の下、サービス業に眼を向けている。

## 気候
リールは西岸海洋性気候である。夏は高温になることはないが、冬は0度以下になる。降水量は年間通じてある。
| リールの気候           | リールの気候 | リールの気候 | リールの気候 | リールの気候 | リールの気候 | リールの気候 | リールの気候 | リールの気候 | リールの気候 | リールの気候 | リールの気候 | リールの気候 | リールの気候 |
| 月                     | 1月          | 2月          | 3月          | 4月          | 5月          | 6月          | 7月          | 8月          | 9月          | 10月         | 11月         | 12月         | 年           |
| ---------------------- | ------------ | ------------ | ------------ | ------------ | ------------ | ------------ | ------------ | ------------ | ------------ | ------------ | ------------ | ------------ | ------------ |
| 最高気温記録 °C （°F） | 15.2 (59.4)  | 19 (66)      | 22.7 (72.9)  | 27.9 (82.2)  | 31.7 (89.1)  | 34.8 (94.6)  | 41.5 (106.7) | 36.6 (97.9)  | 33.8 (92.8)  | 27.8 (82)    | 20.3 (68.5)  | 15.9 (60.6)  | 41.5 (106.7) |
| 平均最高気温 °C （°F） | 6 (43)       | 6 (43)       | 9 (48)       | 12 (54)      | 17 (63)      | 19 (66)      | 22 (72)      | 23 (73)      | 19 (66)      | 14 (57)      | 9 (48)       | 7 (45)       | 13.6 (56.5)  |
| 平均最低気温 °C （°F） | −1 (30)      | −1 (30)      | 2 (36)       | 4 (39)       | 8 (46)       | 11 (52)      | 13 (55)      | 13 (55)      | 11 (52)      | 7 (45)       | 4 (39)       | 2 (36)       | 6.1 (43)     |
| 最低気温記録 °C （°F） | −19.5 (−3.1) | −17.8 (0)    | −10.5 (13.1) | −4.7 (23.5)  | −2.3 (27.9)  | 0.0 (32)     | 3.4 (38.1)   | 3.9 (39)     | 1.2 (34.2)   | −4.4 (24.1)  | −7.8 (18)    | −17.3 (0.9)  | −19.5 (−3.1) |
| 降水量 mm （inch）     | 48 (1.89)    | 41 (1.61)    | 43 (1.69)    | 43 (1.69)    | 51 (2.01)    | 56 (2.2)     | 61 (2.4)     | 58 (2.28)    | 56 (2.2)     | 64 (2.52)    | 61 (2.4)     | 58 (2.28)    | 640 (25.2)   |
| 出典：フランス気象局   |              |              |              |              |              |              |              |              |              |              |              |              |              |

## 行政

### 市役所
1235年にコミューンが形成され、またフランドル女伯およびエノー女伯ジャンヌ・ド・コンスタンティノープル（ラテン皇帝ボードゥアン1世の娘）によって与えられた憲章によって、市長と市助役が、毎年トゥーサンの日に王が任命した4人の委員によって選ばれるようになった。

### リール圏の発展

#### 街の拡大
リールは、近隣のコミューンの合併により拡大していった。
- 1858年 : エスケルム、フィーヴ、ムーラン＝リール、ワゼム
- 1977年 : エレム＝リール
- 2000年 : ロム

1970年以降、リール圏内の市は合併先を探し、近隣コミューンと協議を重ねた。これは「グラン＝リール計画」と呼ばれている。この計画はノール県の首都として2500haあたりの人口がわずか20万人に足りるか足りないかという段階から、オギュスタン・ローラン、ピエール・モーロワ、そしてマルティーヌ・オブリーと歴代の市長が手がけてきた。市長の役割は、この首都圏共同の舵取りと発展を図り、リールを大きくしていくことにあった。
1966年から1967年にわたりローラン市長はロンシャン、レゼム、エレム、ロムの街へ提案するが拒否された。1976年にはモーロワ市長が連合合併案を示した先はロンシャン、エレム、レゼム、モン＝ザン＝バルールとヴィルヌーヴ＝ダスクの5コミューンである。このとき唯一、エレムが賛同し、1977年4月に統合が公式となる。さらにオブリー市長が2000年にロム市に向け再度提案し、2000年2月22日に政府協議会からの承認が下りると、リールはようやく人口20万人を越える都市となった。
リール圏拡大はその後、収束の様子を見せはじめた。新しいコミューンとの合併は地域の住民投票による批准が必要となったためである。2000年のロム市との合意時には、リール近郊の12のコミューンの市長が参加型民主主義の不在を訴えるため、それぞれのコミューン内でリールとの合併への意識調査をした。最も合併に賛同者が多かったのがラ・マドレーヌ市だったが、賛成票は16%であった。

## 人口統計
2017年時点のコミューンの人口は23万2787人で、2012年当時の人口より1.81%増加した。
| 1962年  | 2006年  | 2011年  | 2017年  |
| ------- | ------- | ------- | ------- |
| 193,096 | 226,014 | 227,533 | 232,787 |

## 経済

### 企業

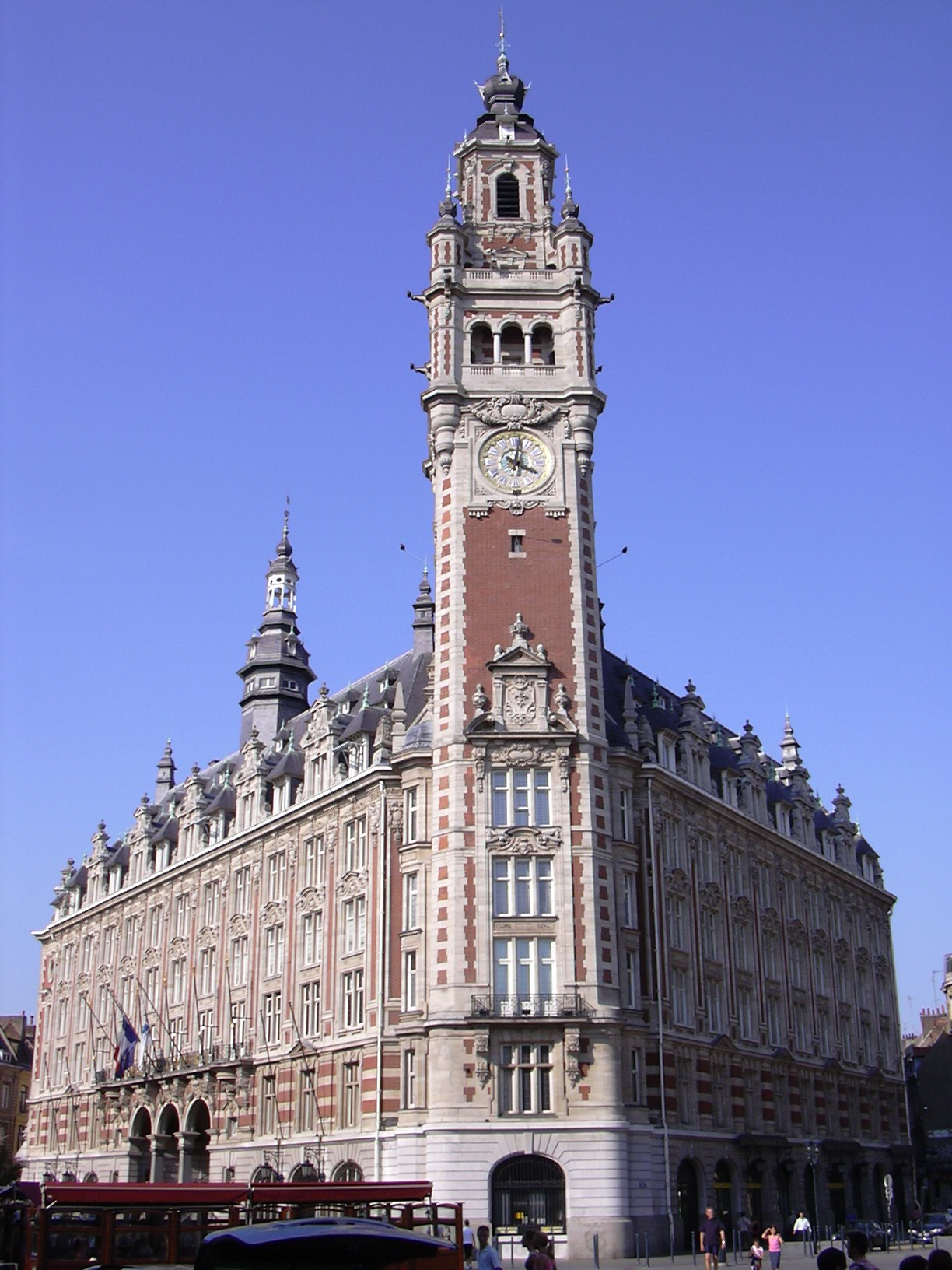
リール商工会議所

（2004年12月）
|                | リール | リール 首都圏 |
| -------------- | ------ | ------------- |
| 企業数（件）   | 8,341  | 31,496        |
| 内訳           |        |               |
| 工業           | 8.86%  | 14.99%        |
| 卸売業         | 9.27%  | 10.85%        |
| 小売業         | 24.65% | 23.43%        |
| サービス業     | 57.22% | 50.73%        |
| 規模           |        |               |
| 社員数0-9人    | 90.23% | 86.30%        |
| 社員数10-49人  | 8.40%  | 10.97%        |
| 社員数50人以上 | 1.37%  | 2.72%         |

### 雇用
|              | 失業率         | 変遷                    | 変遷                    | 変遷                    |
|              | 2004年12月31日 | 2003年12月 - 2004年12月 | 1999年12月 - 2004年12月 | 1994年12月 - 2004年12月 |
| ------------ | -------------- | ----------------------- | ----------------------- | ----------------------- |
| リール郡     | 12.9%          | +0.2%                   | +0.3%                   | -1.1%                   |
|              |                |                         |                         |                         |
| リール雇用圏 | 12.0%          | +0.3%                   | +0.3%                   | -0.7%                   |
|              |                |                         |                         |                         |
| フランス国内 | 9.9%           | 0.0%                    | -0.3%                   | -1.8%                   |
|              |                |                         |                         |                         |

リール市はまた、たくさんの公務職の恩恵にあずかっており、国家公務員として特に再編された国の行政機関のうちの地方行政関連、リールに設置されたリール公立3大学の1校などのほか、公立病院業務（リール南部にある地方医療センターは雇用が最多）、地方公務員として県議会と地域圏議会、また准公務職にはSNCFやEDFの地域支部、フランスの銀行、INSEE（国立統計経済研究所）、INPI（国立工業所有権研究所）などがある。これら公務職の大部分はSaint-Sauveur（サン・ソヴール）地区に集まっている。

## 交通
- パリ北駅からリールへはTGVで約1時間。なおTGVの連絡はシャルル・ド・ゴール国際空港（ロワシー＝アン＝フランス）、ディズニーランド・パリのあるマルヌ・ラ・ヴァレ方面などとも結び、ブリュッセル方面のタリスやロンドン方面のユーロスターとともに、リール・ウロップ駅に停車する。500mほど離れた昔からのリール＝フランドル駅にもパリ直行のTGVが乗り入れる。所要時間はブリュッセルまで約40分、ロンドンまで約100分である。
- ベルギーの町トゥルネーへは電車で20分。
- 1984年から無人運転の地下鉄を導入し、60駅のうちいくつかは著名な芸術家によってデザインされている。

## 教育
16世紀、スペイン帝国の下、ドゥエにいくつかの大学が招致された。19世紀後半、それらの大学は、当時設置されたリールのカトリック系大学に抵抗するためリールに移転された（1875年）。
カトリック系の3つの大学（法学、文学、自然科学）は1877年にリールカトリック大学という名で統合され、ヴォーバン・エスケルム地区の中心に設置された。以後つねにリール史に登場するその大学は、現在では、文学及び人文科学、法学、自然科学とテクノロジー、経済学、医学と神学、経済学、そして経営学の6学部を持つにいたる。
平行して、公立の単科大学はリールの総合大学として、リール国立高等芸術職業学校に統合する形でリール・サントル地区の中心、ルイ14世大通りに設置された。よって、学生を招くためのたくさんの建物がジャン＝バプティスト・ルバ大通りとジャンヌ・ダルク通りとの間に建設される。
1968年5月に起こった学生運動により、リールもまた他の地域と同様、大学を郊外に移転する契機となった。1971年には、政府はリールに3つに分割した主軸の総合大学を設立した。
- リール第1大学（数学、物理学、化学、情報科学、オートメーション工学、地質生物学、農業工学、経済科学、地理学、社会学）
- リール第2大学（法学、医学、薬学、歯学、スポーツ身体科学技術、経営学）
- リール第3大学（人文科学、文学、芸術）

20世紀末の10年間に、大学の部分的リール帰りが起こった。ヴュー-リール地区にリール第1大学に所属する企業経営学院（Institut d'administration des entreprises）が開設され、1991年にはリール政治学院（Institut d'études politiques de Lille）が法律学部のあるムーラン地区に設置された。
国立統計経済研究所（INSEE）によると、リールは1999年、パリ、リヨン、トゥールーズにつぐフランス第4の学生数8万5000人を抱える街となった。2003年にはリール首都圏は14万4000人超の学生を数えるまでとなり、その内訳は大学生9万8000人、専門課程の学生2万9000人がBTS、IUT、IUPに通い、1万7000人がエコール・サントラル・ドゥ・リールやEDHEC経営大学院、リール政治学院といったグランゼコールの学生である。
また、日本の文部科学省認定の補習校（日本人学校）ノールパドゥカレー補習授業校（現地名：Ecole Japonaise du Nord - Pas de Calais） がリール市隣接のラ・マドレーヌ市に設置されている。

## 文化
- 現在、ジャン＝クロード・カザドゥスが率いるリール市国立交響楽団（1976年設立）は、年に120を越えるコンサートを行っている。
- リールは2004年の欧州文化首都に選ばれ、同年に歴史文化都市の称号も与えられた。
- フランスで2番目に大きい美術館がある。2009年、リールの近くの町ランス（Lens）にルーヴル美術館の分館が建てられる予定。

### 美術館・博物館
- 大砲博物館（リール）
- リール自然博物館　（1822年：リール）
- オスピス・コンテス美術館　（1237年：ヴュー-リール）
- ド・ゴール将軍の生家（リール）
- リール宮殿美術館　（パリのルーヴル美術館に次ぐ、フランスの第2の美術館：リール）
- 現代美術館（ヴィエヌヴダスク）
- 科学・技術フォーラム（ヴィエヌヴダスク）
- 芸術・産業博物館「ラ・ピシンヌ」（ルーベ）
- 労働界古文書館（ルーベ）
- トゥルコワン市立美術館（トゥルコワン）

### 劇場
- 国立劇場
- オペラ座
- セバストポール劇場
- ル・プラト（Le Prato）
- ラ・ローズ・デ・ヴァン（La Rose des Vents）
- バレー・デュ・ノール（Ballet du Nord）
- アトリエ・リリック（Atelier Lyrique）

### スポーツ
- フランスのサッカーリーグ、リーグ・アンに所属するリールの本拠地。2010-11シーズンを制した経験がある。

## 姉妹都市・提携都市
- ケルン、ドイツ
- エアフルト、ドイツ
- エシュ＝シュル＝アルゼット、ルクセンブルク
- ハリコフ、ウクライナ
- リーズ、イギリス
- リエージュ、ベルギー

- ナーブルス、パレスチナ
- ロッテルダム、オランダ
- サフェド、イスラエル
- サンルイ、セネガル
- トリノ、イタリア
- バリャドリッド、スペイン
- バッファロー (ニューヨーク州)、アメリカ合衆国

## リール出身の人物
- ジャン・ペラン：物理学者
- ルネ・アドレー：女優
- エミール・ベルナール：画家
- ジュリアン・デュヴィヴィエ：映画監督
- ピエール・ドゥジェイテル：作曲家
- エドゥアール・ラロ：作曲家
- フィリップ・ノワレ：俳優
- ルノー・ヴェルレー：俳優
- シャルル・ド・ゴール：陸軍軍人・政治家・元大統領
- ピエール・モーロワ：政治家
- マルセル・ベルナール：テニス選手
- ジャン・デュドネ：数学者